# كيغان ألين
كيغان ألين (بالإنجليزية: Keegan Allen)‏ مواليد 22 يوليو 1989 في كاليفورنيا، الولايات المتحدة، هو ممثل أمريكي بدأ مسيرته الفنية عام 2002.

## الأعمال
- الكاذبات الصغيرات الجميلات
- سي اس آي: التحقيق في موقع الجريمة

## وصلات خارجية
- كيغان ألين على موقع IMDb (الإنجليزية)
- كيغان ألين على موقع ألو سيني (الفرنسية)
- كيغان ألين على موقع ميوزك برينز (الإنجليزية)
- كيغان ألين على موقع تيرنر كلاسيك موفيز (الإنجليزية)
- كيغان ألين على موقع أول موفي (الإنجليزية)
- كيغان ألين على موقع قاعدة بيانات الفيلم (الإنجليزية)
- كيغان ألين على موقع كينوبويسك (الروسية)